# Большое Сайгатово
Большое Сайгатово — деревня в Вареговском сельском поселении Большесельского района Ярославской области. На топокарте обозначена просто Сайгатово.

## Население
По данным статистического сборника «Сельские населенные пункты Ярославской области на 1 января 2007 года», в деревне Большое Сайгатово не числится постоянных жителей.

## География
Деревня расположена в северо-восточной части района, на расстоянии около 3 км на северо-восток от Варегово и на расстоянии около 1 км к югу от железнодорожной станции Ваулово железной дороги Ярославль—Рыбинск. Территория с противоположной стороны железной дороги относится уже к Тутаевскому району. Деревня Малое Сайгатово расположена в непосредственной близости севернее Большого. Еще севернее между Малым Сайгатовым и станцией стоит деревня Лягичино. К юго-западу от Сайгатово на полпути к Варегово стоит деревня Шалово. К северо-западу от Сайгатово проходит железнодорожная ветка от станции Ваулово к Вареговскому торфопредприятию.

## История
На плане Генерального межевания Борисоглебского уезда 1792 года обозначено село Сайготово, без разделения на большое и малое. В 1825 году Борисоглебский уезд был объединён с Романовским уездом. По сведениям 1859 года село относилось к Романово-Борисоглебскому уезду.